# 极品飞车：复仇
《極速快感：血債血償》（中国大陆又译作）是由Ghost Games开发的竞速游戏，EA在Xbox One、PlayStation 4及Microsoft Windows平台发行。游戏预告片于2017年6月2日公布。遊戲定于2017年11月10日(Origin 11月6日)全球发布。该作同时也是除《极品飞车Online》以外，极品飞车系列首部有简体中文汉化版本的作品。

## 游戏设定

### 概述
本作继续延续开放世界传统，有三个角色和各种车辆供玩家选择和升级。三名主角将共同合作，呈现电影般的动作场景。同时，动态天气系统和昼夜更替将影响游玩体验。和2015年的《极品飞车》全程必须联网不同，本作加入单人离线模式。
本作共有 74 辆载具可下载内容。由于许可问题，丰田、赛恩和法拉利没有被加入到作品。然而，斯巴鲁BRZ出现在游戏中。 阿斯顿马丁、奥迪、别克、捷豹、科尼赛克、路虎、水星、帕加尼和普利茅斯在缺席 2015 年分期付款后回归，而阿尔法罗密欧、英菲尼迪、Mini和庞蒂亚克是通过可下载的内容添加的。

### 改装系统
通过非原厂零件，可提升汽车性能，改装外观（喷漆，贴膜，外观零件），打造自己独一无二的车辆。通过性能等级

### 品牌协同效应
装备来自同一品牌的三种或六种零件能为您的性能带来额外增益。游戏中有六个品牌，他们具有不同的增益。 性能提升依赖于品牌的类型和品牌的专长，所以挑选时要谨慎。每个厂商有两个特有增益，如果符合品牌协同效应，则这两个特长增益会提升汽车性能。

### 实时调校
《Need for Speed Payback》的操控调校选项可让您设置自己的汽车，获得理想的驾控感受。 您可以随时调出实时调校菜单，拨动滑杆调节汽车特性。与前作不同，每种车能调的特性和效果各不相同。

### 线上模式
《极品飞车：复仇》提供了多种线上模式选择：包括与好友自由探索好运谷的ALLDRIVE：HANGOUT，以及涵盖无排名和排名两种系列赛的SPEEDLIST，后者要求车辆达到至少275的性能等级。

## 剧情（單人模式）
在财富谷（Fortune Valley），泰勒，麦克，杰西，拉夫是财富谷“银石”车队的成员。起初，莉娜让他们偷走一辆赌徒的跑车。然而丽娜暗算泰勒队友，并趁机夺走车，赢得投靠庄家帮的有利条件。泰勒陷于围追堵截，所以只能妥协与威尔，并且威尔愿意协助泰勒复仇。泰勒一行人由此踏上冒险生涯，对抗庄家幫（The house）及其操纵之警方和车队，不久击败了所有车队，获得进入亡命快跑的资格。泰勒参加并赢得全国性的街头赛车活动——“亡命快跑”，成功赢得了街头和越野比赛，并最终击败了纳瓦罗和“收藏家”打破了他们对财富谷的控制。因此赌徒掌控城市，城市恢复了自由赛车的风气。

### 角色
《极品飞车：复仇》中的主要角色和配角各具特色，推动着剧情的发展：
主角：
- 泰勒·摩根 "小泰泰"（Jack Derges饰）：出生在银岩的巴里奥区，从小对汽车感兴趣。绰号“小泰泰”来自他小时候试驾时的趣事。遭到背叛后，他决心通过赢得亡命狂飙击败庄家帮。
- 肖恩·麦卡利斯特 "麦克"（David Ajala饰）：32岁的伦敦人，擅长越野赛事，与泰勒和杰茜一同加入银石车队。
- 杰西卡·米勒 "杰茜"（Jessica Madsen饰）：出生在方辰谷富裕家庭，曾加入警察学院，擅长逃脱追捕。被富翁和坏人雇佣，帮助他们逃离困境。

配角：
- 拉文德拉·乔杜里 "拉夫"（Ramon Tikaram饰）：车队机械师，视泰勒、麦克和杰茜为家人，提供技术支持。
- 马库斯·威尔 “赌徒”（Robert James饰）：银岩市极乐世界赌场的所有者，对泰勒抱有怀疑，但最终支持他击败庄家帮。
- 莉娜·纳瓦罗 “丽娜”（Dominique Tipper饰）：金权会在街头赛车运动中的代理人，背叛泰勒一行人，成为他们的对手，最终被泰勒击败。
- “收藏家”：庄家帮的领导人，痴迷跑车收藏，通过操纵比赛和威胁手段控制街头赛车手，最终计划被泰勒一行人挫败。

组织：
- 庄家帮：财富谷的强大财团，通过收买丽娜和警察，威胁赌徒并追捕主角三人组，最终因泰勒的亡命赛跑而失败，资产被输掉并逃往国外。
- 警方：财富谷的执法机关，起初帮助赌徒抓捕泰勒，后被庄家帮收买并与其合作，通过各种手段对付主角三人组，但最终未能成功。

## 评价
《極速快感：血債血償》獲得了業界較為平庸的評價，[IGN]給出5.9分的評價，他們覺得本作的推出讓喜愛競速飆車的玩家再次有了新的樂趣，不過似乎遊戲精美的畫面和緊張刺激的飆車只顯露了其最好的一面，IGN編輯在真實體驗一段時間後對其並不滿意，尤其認為宣傳片中單人故事的刺激體驗也變得沒有存在感。因此他們也認為《極速快感：血債血償》的遊戲表現正好詮釋了什麼叫做「前進一小步，後退兩大步」。
| 汇总媒体   | 得分                       |
| ---------- | -------------------------- |
| Metacritic | (PS4) 67/100 (XONE) 67/100 |

| 媒体         | 得分   |
| ------------ | ------ |
| 电子游戏月刊 | 4/10   |
| GamesRadar+  | [ 10 ] |
| GameSpot     | 5/10   |
| IGN          | 5.9/10 |
| Polygon      | 6.5/10 |